# 피에르 루이지 파르네세
피에르 루이지 파르네세(이탈리아어: Pier Luigi Farnese, 1503년 11월 19일 ~ 1547년 9월 10일)는 초대 파르마 공으로 1545년부터 1547년까지 재임하였다.

## 일대기
피에르 루이지는 로마 태생으로 알레산드로 파르네세 추기경(훗날의 교황 바오로 3세)의 사생아로 태어났다. 그는 군인이 되어 1527년 로마 약탈에 참가하였다.
1534년 그의 아버지가 교황으로 선출되자 피에르 루이지는 교회군 총사령관이 되었다. 그의 아버지는 나중에 그를 교황령의 일부인 파르마와 피아첸차의 공작으로 임명하였다. 피에르 루이지와 그의 아들 오타비오는 교황들에게 매년 9천 두카토 금화를 내는 조건으로 카메리노와 네피의 공작령을 하사받았다. 피에르 루이지는 또한 카스트로의 공작령과 라치오의 론시글리오네 백작령을 소유하고 있었다.
피에르 루이지는 1546년 9월 23일 새로운 상황에 직면하게 된다. 평생 그는 잔혹하고 냉정하면서 사치스럽다는 평판을 얻었으며 어린 사내아이들을 대상으로 동성애 행위를 했다는 죄목으로 고발당하였다. 교황들의 온화한 통치에 익숙해 있었던 시민들은 강압적으로 통치하고 높은 세금을 부과한 피에르 루이지를 싫어하게 되었다. 특히 귀족층은 피에르 루이지에 반대하며 파르마와 피아첸차를 밀라노 공국에 합병시키고자 했던 신성 로마 제국의 카를 5세를 지지하였다.
1547년 프란체스코 안귀솔라와 아고스티노 란디 백작, 조반니 루이지 콘팔로니에리와 지롤라모 알레산드로 팔라비치니 후작 등은 피에르 루이지에 암살하려고 공모하였다. 안귀솔라를 비롯한 공모자들은 피에르 루이지가 죽을 때까지 칼로 찌르고 난 후에 피아첸차 궁전의 창문에 그의 몸을 늘어뜨렸다. 카를 5세의 대리자 페란테 곤차가는 공작령을 곧 쟁탈하였다.

## 가족 관계
피에르 루이지 파르네세는 지롤라마 오르시니와 결혼하여 네 명의 자녀를 낳았다:
- 오타비오: 피에르 루이지의 상속자
- 알레산드로: 로마 가톨릭교회의 추기경이자 파르마 교구장
- 라누치오: 로마 가톨릭교회의 추기경
- 비토리아: 우르비노 공 구이도발도 2세와 결혼

그는 또한 오라치오라는 사생아를 두었는데, 오라치오는 프랑스의 앙리 2세의 딸인 디안 드 프랑스와 결혼하게 된다.

## 같이 보기
- 파르네세 가문